# La Chapelle-Saint-Sauveur, Loire-Atlantique
La Chapelle-Saint-Sauveur är en kommun i departementet Loire-Atlantique i regionen Pays de la Loire i nordvästra Frankrike. Kommunen ligger i kantonen Varades som tillhör arrondissementet Ancenis. År 2018 hade La Chapelle-Saint-Sauveur 817 invånare.

## Befolkningsutveckling
Antalet invånare i kommunen La Chapelle-Saint-Sauveur
| Referens: INSEE |